# Stipa sorianoi
Stipa sorianoi är en gräsart som beskrevs av Parodi. Stipa sorianoi ingår i släktet fjädergrässläktet, och familjen gräs. Inga underarter finns listade i Catalogue of Life.